# Holmbrunn

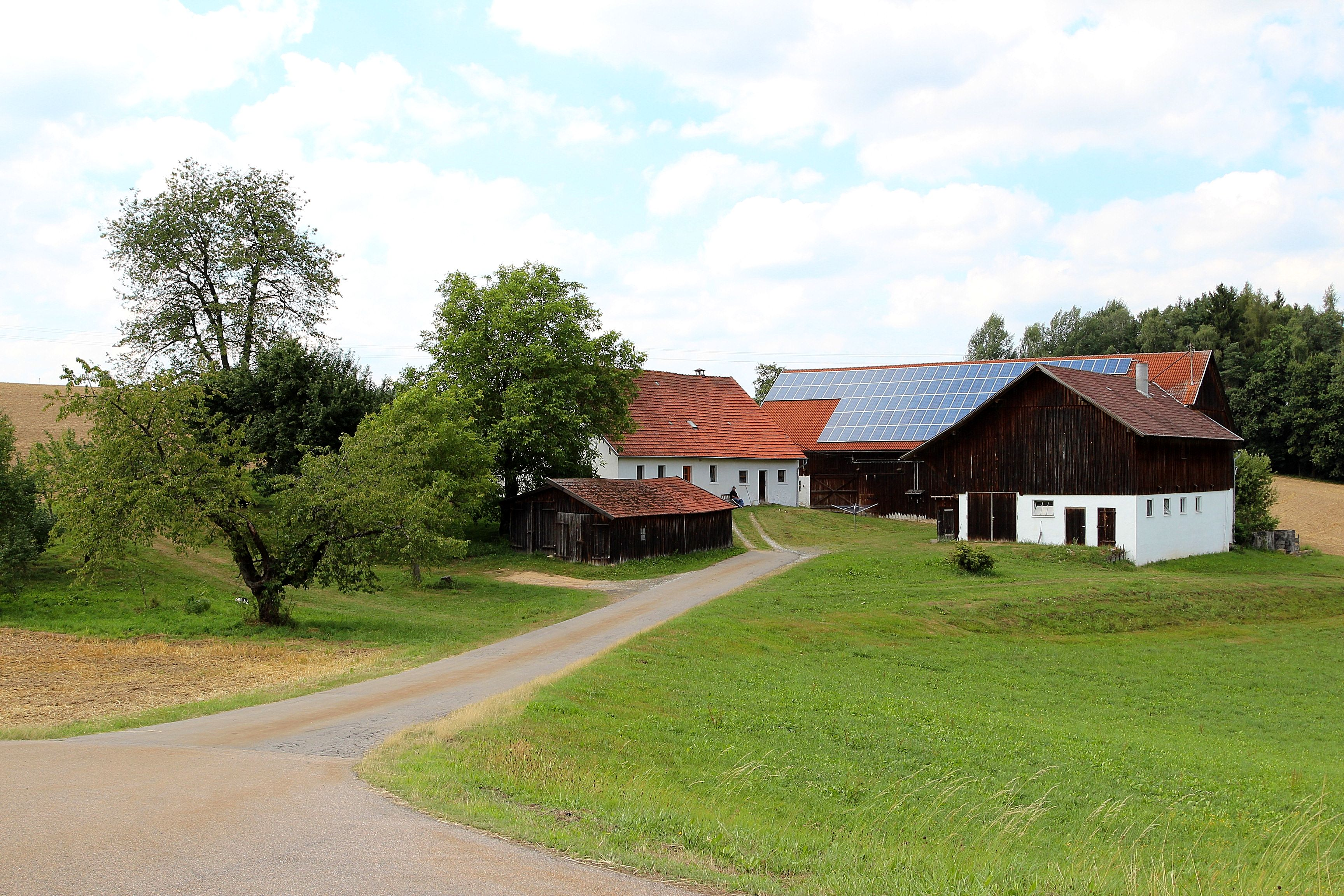
Holmbrunn (2013)

Holmbrunn ist ein Gemeindeteil der Gemeinde Niedermurach im Landkreis Schwandorf (Oberpfalz, Bayern).

## Geographische Lage
Die Einöde Holmbrunn liegt ungefähr einen Kilometer nördlich der Staatsstraße 2159 rund einen Kilometer westlich von Niedermurach.

## Geschichte
Holmbrunn (auch: Holnpron, Holnprunn) wurde 1330 erstmals schriftlich erwähnt. Das älteste Leuchtenberger Lehenbuch von 1396 bezeugte, dass der Zehent von Holmbrunn an einen Muracher ausgegeben war. Im Jahre 1427 saß Caspar der Zenger auf Holmbrunn. Auf Ersuchen der verwitweten Elisabeth Barbara von Murach wurde Holmbrunn 1702 zum Landsassengut erhoben. Ihr Sohn Ludwig Adam von Murach war der erste Besitzer von Holmbrunn, der 1708 die Landsassenpflicht ablegte. Christian Lorenz von Gerz erwarb Holmbrunn 1716 im Namen seiner Frau Anna Maria Katharina (geborene von Sazenhofen) für 2000 Gulden. 1728 folgte als nächster Landsasse Johann Joseph Clement Anton Freiherr von Weichs. Dieser verkaufte Holmbrunn 1738 für 1300 Gulden an Johann Andrä Rueland. Nach dem Tod Ruelands 1777 wurde 1729 Johann Götz Inhaber von Holmbrunn. 1796 war Dorothea Theresia von Götz Landsassin auf Holmbrunn. Ab dem 19. Jahrhundert hatte Holmbrunn seine Sonderstellung verloren.
Zum Stichtag 23. März 1913 (Osterfest) war Holmbrunn Teil der Pfarrei Niedermurach und hatte ein Haus und sieben Einwohner.
Rottendorf bildete 1969 zusammen mit Enzelsberg, Holmbrunn, Ödhöfling, Reichertsmühle, Schlotthof und Voggendorf die Gemeinde Rottendorf mit insgesamt 268 Einwohnern und 1167,25 ha Fläche.
Am 31. Dezember 1990 hatte Holmbrunn drei Einwohner und gehörte zur Pfarrei Niedermurach.